# Août 1956

## Évènements
- 4 août, France : le gouvernement crée une taxe sur les automobiles, la vignette, afin de financer les retraites. Elle sera supprimée par Laurent Fabius (2000).
- 4 - 11 aout : le 41e congrès mondial d’espéranto a lieu à Copenhague.
- 5 août (Formule 1) : Grand Prix automobile d'Allemagne.
- 6 août : 
  - Hernán Siles Zuazo, président MNR de Bolivie (fin en 1960). Il est contraint de mettre en œuvre un programme de lutte contre les déficits provoqués par les politiques redistributives antérieures. L’agitation sociale qui en résulte met le pays au bord de la guerre civile. Siles doit mobiliser l’armée pour pacifier le pays.
  - Premier vol du Beechcraft Travel Air.
- 7 août : catastrophe de Cali en colombie.
- 8 août : 
  - L’Union soviétique reconnaît la nationalisation du canal comme légitime.
  - Belgique : un incendie dans la mine du bois du Cazier à Marcinelle, près de Charleroi, fait 262 victimes. L'origine de cet accident était une succession de dysfonctionnements à la suite d'une erreur humaine : un chariot mal engagé a été remonté, il a arraché une conduite d'huile, une conduite électrique.  Un arc électrique s'est réalisé boutant le feu, le tout attisé par une conduite d'air comprimé arrachée.
- 9 août : premier vol du prototype de l'Aeritalia G-91 construit par FIAT.
- 10 août : en réaction aux attentats commis par le FLN, des « contre-terroristes » placent une bombe dans la casbah d’Alger, qui fait plusieurs dizaines de mort.
- 15 août : rétablissement du prix Lénine, récompense aux savants, artistes et écrivains soviétiques.
- 16 août : une conférence réunissant 22 pays se réunit à Londres. L’Égypte s’y fait représenter par l’URSS et l’Inde. John Dulles propose la création d’une organisation internationale chargée du contrôle et de la gestion du canal de Suez.
- 17 août : la cour constitutionnelle de Karlsruhe interdit le parti communiste en Allemagne de l'Ouest.
- 20 août : un congrès secret du FLN à la Soummam, en Kabylie, est organisé, principalement par Abane Ramdane, qui structure l'Armée de libération nationale (ALN) et forme un Conseil national de la Révolution algérienne (CNRA) de 34 membres y est élu pour diriger la politique du FLN qui doit être appliqué par un Comité de coordination et d’exécution (CCE) de cinq membres ; l’Armée de libération nationale (ALN) est unifié sous la direction de Krim Belkacem.
- 28 août : visite de Soekarno en URSS.
- 31 août : premier vol de l'avion ravitailleur KC-135.

## Naissances
- 1er août : Doug Burgum, Homme politique américain et gouverneur du Dakota du Nord depuis 2016.
- 2 août : Michèle Bernier, humoriste française.
- 6 août : Rober Racine, artiste, compositeur et écrivain québécois.
- 7 août : Kent V. Rominger, astronaute américain.
- 10 août : 
  - Michel Vigné, acteur français de doublage
  - Antoine Hérouard, évêque catholique français, archevêque de Dijon.
  - Max Hardcore, acteur, réalisateur et scénariste américain († 27 mars 2023).
- 12 août : Bruce Greenwood, acteur et producteur.
- 14 août : Christopher Fomunyoh, cadre supérieur et directeur régional pour l'Afrique au NDI.
- 20 août : 
  - Mohamed Mahmoud Mohamed Salah, juriste mauritanien.
  - Augusto Santos Silva, homme d'État portugais.
- 23 août : David A. Wolf, astronaute américain.
- 25 août : Constantino Chiwenga, personnalité politique zimbabwéens.
- 28 août : Benoît Peeters, écrivain français et scénariste de bande dessinée.
- 29 août :
  - GG Allin, chanteur de punk hardcore américain.
  - Doug Raney, guitariste de jazz américain.
- 31 août : Masashi Tashiro, artiste de télévision japonais.

## Décès
- 4 août : Joseph Georges Bouchard, homme politique fédéral provenant du Québec.
- 11 août : Jackson Pollock, peintre américain.
- 14 août : Bertolt Brecht (58 ans), dramaturge allemand ; Konstantin von Neurath, diplomate allemand, nazi condamné à Nuremberg.
- 24 août : Kenji Mizoguchi, réalisateur japonais.
- 25 août : Alfred Kinsey, scientifique américain.